# Grand Prix-wegrace van Duitsland 1980
De Grand Prix-wegrace van Duitsland 1980 was de tiende en tevens laatste Grand Prix van het wereldkampioenschap wegrace in het seizoen 1980. De Grand Prix werd verreden op 24 augustus 1980 op de Nordschleife van de Nürburgring nabij Nürburg. In deze Grand Prix werden de wereldtitels in de 50cc-klasse, de 350cc-klasse en de 500cc-klasse beslist. Het was de laatste keer dat op de Nordschleife een WK-Grand Prix werd gereden.

## Algemeen
Vooral de coureurs in de 500cc-klasse hadden alles in het werk gesteld om de gang naar de Nordschleife te vermijden. Dit gehate, zeer lange circuit zou eigenlijk al in 1979 voor het laatst gebruikt zijn, en het was dan ook een grote teleurstelling dat het in 1980 weer op de kalender stond. In het begin van het seizoen had Kenny Roberts nog gezegd dat hij er beslist niet zou rijden en ook de Suzuki-coureurs Randy Mamola, Graziano Rossi en Marco Lucchinelli wilden er niet naartoe. Roberts had gehoopt dat zijn Yamaha sterk genoeg zou zijn om de titel nog voor de Duitse Grand Prix te beslissen, maar hij had het hele seizoen problemen met zijn achterschokdemper en kreeg grote tegenstand van Mamola. Daardoor was de wereldtitel nog niet beslist en de teams dwongen al deze coureurs toch naar Duitsland af te reizen. Vervolgens trainden Lucchinelli en Rossi zó langzaam, dat ze door teamchef Roberto Gallina op staande voet ontslagen werden. Gallina belde dit feit door naar Japan, maar kreeg opdracht ze onmiddellijk weer aan te nemen, want de constructeurstitel kon nog gewonnen worden. 

### Stand van zaken voor de races
Drie wereldtitels waren al voor aanvang van de Duitse Grand Prix beslist: Pier Paolo Bianchi was wereldkampioen 125 cc, Toni Mang was wereldkampioen 250 cc en Jock Taylor en Benga Johansson waren wereldkampioen in de zijspanklasse. Het spannendst was het in de 350cc-klasse, waarin Jon Ekerold en Toni Mang allebei 48 punten hadden. In de 500cc-klasse stond Kenny Roberts 13 punten voor op Randy Mamola en in de 50cc-klasse had Eugenio Lazzarini 5 punten voorsprong op Stefan Dörflinger. Dat bracht Ricardo Tormo in een vervelende situatie: Hij was door de Spaanse bond voor 60.000 gulden ingekocht in het Van Veen-team, maar was kansloos voor de titel. Daarom moest hij zeer tegen zijn zin steun verlenen aan Dörflinger.

## 500 cc
Randy Mamola had nog slechts een theoretische kans op de wereldtitel. Zelfs als hij won mocht Kenny Roberts niet bij de eerste negen finishen. Mamola trainde als snelste en zat bij de start in een kopgroep met Marco Lucchinelli, Graeme Crosby en Wil Hartog. Dat was koren op de molen van Suzuki, dat de constructeurstitel binnen wilde halen en dit waren allemaal Suzuki-rijders. Mamola en Lucchinelli maakten zich iets los van de groep, maar aan het einde van de tweede ronde begon de motor van Mamola te roken. Lucchinelli had het rijk alleen en won de race voor Crosby en Hartog. Roberts passeerde Mamola en was zeker van de wereldtitel, maar Suzuki wist inderdaad de constructeurstitel te grijpen.

### Uitslag van 500 cc
| Pos | Coureur             | Merk          | Tijd     | Grid | Punten |
| --- | ------------------- | ------------- | -------- | ---- | ------ |
| 1   | Marco Lucchinelli   | Suzuki        | 50'38"13 | 4    | 15     |
| 2   | Graeme Crosby       | Suzuki        | 50'58"04 | 7    | 12     |
| 3   | Wil Hartog          | Suzuki        | 51'02"00 | 3    | 10     |
| 4   | Kenny Roberts       | Yamaha        | 51'26"23 | 2    | 8      |
| 5   | Randy Mamola        | Suzuki        | 51'28"06 | 1    | 6      |
| 6   | Johnny Cecotto      | Yamaha        | 51'30"03 | 5    | 5      |
| 7   | Franco Uncini       | Suzuki        | 51'52"07 | 6    | 4      |
| 8   | Jack Middelburg     | Yamaha        | 52'13"94 | 9    | 3      |
| 9   | Carlo Perugini      | Suzuki        | 51'16"93 | 16   | 2      |
| 10  | Gustav Reiner       | Suzuki        | 52'18"69 | 8    | 1      |
| 11  | Kork Ballington     | Kawasaki      | 52'43"77 | 13   |        |
| 12  | Takazumi Katayama   | Honda         | 52'45"60 | 15   |        |
| 13  | Maurizio Massimiani | Yamaha        | 53'37"76 | 20   |        |
| 14  | Stuart Avant        | Suzuki        | 53'38"05 | 27   |        |
| 15  | Sadao Asami         | Yamaha        | 53'52"98 | 19   |        |
| 16  | Dale Singleton      | Yamaha        | 53'55"38 | 25   |        |
| 17  | Steve Parrish       | Suzuki        | 54'00"42 | 26   |        |
| 18  | Werner Nenning      | Suzuki        | 54'14"15 | 21   |        |
| 19  | Josef Hage          | Suzuki        | 54'45"93 | 18   |        |
| 20  | Peter Ammann        | Suzuki        | 55'18"75 | 30   |        |
| 21  | Giovanni Pelletier  | Morbidelli    |          | 32   |        |
| 22  | Wolfgang von Muralt | Yamaha        |          | 28   |        |
| 23  | Graziano Rossi      | Suzuki        |          | 23   |        |
| 24  | Jürgen Steiner      | Suzuki        |          | 43   |        |
| 25  | Max Wiener          | Suzuki        |          | 36   |        |
| 26  | Michael Schmid      | Suzuki        |          | 37   |        |
| 27  | Alois Tost          | Yamaha        |          | 38   |        |
| 28  | Bruno Kölble        | Yamaha        |          | 39   |        |
| 29  | Rolf Schneider      | Yamaha        |          | 40   |        |
| DNF | Michel Frutschi     | Yamaha        |          | 10   |        |
| DNF | Gregg Hansford      | Kawasaki      |          | 11   |        |
| DNF | Boet van Dulmen     | Yamaha        |          | 12   |        |
| DNF | Philippe Coulon     | Suzuki        |          | 14   |        |
| DNF | Jeffrey Sayle       | Yamaha        |          | 22   |        |
| DNF | Willem Zoet         | Suzuki        |          | 24   |        |
| DNF | Klaus Klein         | Suzuki        |          | 28   |        |
| DNF | Sergio Pellandini   | Suzuki        |          | 31   |        |
| DNF | Elmar Renner        | Suzuki        |          | 34   |        |
| DNF | Virginio Ferrari    | Bakker-Cagiva |          | 35   |        |
| DNF | Carlo Prati         | Suzuki        | Val      | 41   |        |
| DNF | Franck Gross        | Suzuki        |          | 43   |        |
| DNF | Clemens Driesch     | Suzuki        |          | 44   |        |
| DNF | Fritz Reitmaier     | Suzuki        |          | 45   |        |
| DNQ | Günter Riehl        | Yamato        |          |      |        |
| DNQ | Timo Pohjola        | Suzuki        |          |      |        |

### Top 10 WK-eindstand na deze race
| Pos | Coureur                        | Merk                   | Ptn |
| --- | ------------------------------ | ---------------------- | --- |
| 1   | Kenny Roberts (wereldkampioen) | Yamaha                 | 87  |
| 2   | Randy Mamola                   | Suzuki                 | 72  |
| 3   | Marco Lucchinelli              | Suzuki                 | 59  |
| 4   | Franco Uncini                  | Suzuki                 | 50  |
| 5   | Graziano Rossi                 | Suzuki                 | 38  |
| 6   | Wil Hartog                     | Suzuki                 | 31  |
| 7   | Johnny Cecotto                 | Yamaha                 | 31  |
| 8   | Graeme Crosby                  | Suzuki                 | 29  |
| 9   | Jack Middelburg                | Yamaha / Bakker-Yamaha | 20  |
| 10  | Takazumi Katayama              | Suzuki / Honda         | 18  |

## 350 cc
Na de kwalificatietraining op de 22 km lange Nordschleife bleek Toni Mang 8 volle seconden sneller te zijn dan Jon Ekerold. Dat gaf Ekerold weinig hoop, want in Tsjecho-Slowakije (11 km) was het verschil slechts 0,01 seconde geweest. Beide coureurs moesten 1 punt meer scoren dan de ander om zich wereldkampioen te mogen noemen. Ekerold was als eerste weg, terwijl Mang al voor de eerste bocht negen plaatsen verloor. Na de eerste van zes ronden lag Ekerold nog steeds aan de leiding, gevolgd door Toni Mang. In de tweede ronde verbeterde Toni Mang het ronderecord met 10 seconden en hij kwam als eerste door, maar in de voorlaatste ronde reed Ekerold nog eens 4 seconden sneller. Zijn recordronde van 8'25"9 zou hem in de kwalificatie van de 500cc-klasse een tweede startplaats hebben opgeleverd. Mang had daar geen antwoord op. Bij de finish had hij 1,25 seconde achterstand en was de wereldtitel voor privérijder Jon Ekerold. Beide coureurs zouden met hun racetijd in de 500cc-klasse vierde en vijfde zijn geworden en Kenny Roberts op een achterstand van 11 seconden hebben gereden. 1½ minuut later werd de spannende strijd om de derde plaats beslist. Johnny Cecotto finishte vlak voor Jean-François Baldé.

### Uitslag van 350 cc
| Pos | Coureur              | Merk             | Tijd     | Grid | Punten |
| --- | -------------------- | ---------------- | -------- | ---- | ------ |
| 1   | Jon Ekerold          | Bimota-Yamaha    | 51'15"09 | 3    | 15     |
| 2   | Toni Mang            | Krauser-Kawasaki | +1"25    | 1    | 12     |
| 3   | Johnny Cecotto       | Bimota-Yamaha    | +1'32"72 | 5    | 10     |
| 4   | Jean-François Baldé  | Kawasaki         | +1'32"79 | 4    | 8      |
| 5   | Gregg Hansford       | Kawasaki         | +1'33"38 | 2    | 6      |
| 6   | Jacques Cornu        | Yamaha           | +1'54"04 | 6    | 5      |
| 7   | Jeffrey Sayle        | Yamaha           | +1'55"01 | 16   | 4      |
| 8   | Jean-Louis Tournadre | Bimota-Yamaha    | +2'10"06 | 7    | 3      |
| 9   | Graeme McGregor      | Yamaha           | +2'14"57 | 13   | 2      |
| 10  | Keith Huewen         | Yamaha           | +2'24"97 | 11   | 1      |
| 11  | Pekka Nurmi          | Yamaha           | +3'01"24 | 23   |        |
| 12  | Roland Freymond      | Bimota-Yamaha    | +3'03"42 | 10   |        |
| 13  | Alan North           | Yamaha           | +3'14"17 | 19   |        |
| 14  | René Delaby          | Yamaha           | +3'14"47 | 25   |        |
| 15  | Eero Hyvärinen       | Yamaha           | +3'36"53 | 27   |        |
| 16  | Roland Kopf          | Yamaha           | +3'52"94 | 32   |        |
| 17  | Gustav Reiner        | Yamaha           | +3'53"61 | 9    |        |
| 18  | Alan Roethlisberger  | Yamaha           | +4'06"11 | 26   |        |
| 19  | Chas Mortimer        | Cotton           | +4'27"18 | 21   |        |
| 20  | Bruno Lüscher        | Yamaha           | +4'28"43 | 36   |        |
| 21  | Edwin Weibel         | Yamaha           | +4'28"86 | 33   |        |
| 22  | Werner Hilbk         | Yamaha           | +4'34"96 | 28   |        |
| 23  | Carlo Perugini       | RTM              | +5'09"51 | 8    |        |
| 24  | Norbert Peil         | Yamaha           | +5'39"33 | 39   |        |
| 25  | Stuart Jones         | Yamaha           | +5'50"05 | 44   |        |
| 26  | Reino Eskelinen      | Yamaha           | +5'50"32 | 31   |        |
| 27  | Massimo Matteoni     | Bimota-Yamaha    | +7'15"82 | ?    |        |
| DNF | Mladen Tomic         | Yamaha           |          | 12   |        |
| DNF | Siegfried Minich     | Yamaha           |          | 14   |        |
| DNF | Martin Wimmer        | Yamaha           |          | 18   |        |
| DNF | Jacques Bolle        | Yamaha           |          | 20   |        |
| DNF | Kenny Blake          | Yamaha           | Val      | 22   |        |
| DNF | Yoshimasa Matsumoto  | Yamaha           | Val      | 24   |        |
| DNF | Klaas Hernamdt       | Yamaha           | Val      | 29   |        |
| DNF | Murray Sayle         | Yamaha           | Val      | 30   |        |
| DNF | Johannes Klement     | Yamaha           |          | 34   |        |
| DNF | Michel Simeon        | Yamaha           |          | 35   |        |
| DNF | Walter Hoffmann      | Yamaha           |          | 37   |        |
| DNF | Lothar Spiegler      | Yamaha           |          | 38   |        |
| DNF | Carlos Lavado        | Bimota-Yamaha    |          | 40   |        |
| DNF | Hartmut Müller       | Yamaha           |          | 41   |        |
| DNF | Bodo Schmidt         | Yamaha           |          | 42   |        |
| DNF | Éric Saul            | Bimota-Yamaha    |          | 43   |        |
| DNF | Hartmut Tophelen     | Yamaha           |          | 45   |        |
| DNF | Franz Weidacher      | Yamaha           |          | 46   |        |
| DNS | Patrick Fernandez    | Bimota-Yamaha    | Blessure |      |        |

### Top 10 WK-eindstand na deze race
| Pos | Coureur                      | Motorfiets       | Ptn |
| --- | ---------------------------- | ---------------- | --- |
| 1   | Jon Ekerold (wereldkampioen) | Bimota-Yamaha    | 63  |
| 2   | Toni Mang                    | Krauser-Kawasaki | 60  |
| 3   | Jean-François Baldé          | Kawasaki         | 38  |
| 4   | Johnny Cecotto               | Bimota-Yamaha    | 37  |
| 5   | Jeffrey Sayle                | Yamaha           | 25  |
| 6   | Eric Saul                    | Bimota-Yamaha    | 24  |
| 7   | Jacques Cornu                | Yamaha           | 21  |
| 8   | Massimo Matteoni             | Bimota-Yamaha    | 19  |
| 9   | Walter Villa                 | Adriatica-Yamaha | 16  |
| 10  | Patrick Fernandez            | Bimota-Yamaha    | 12  |

## 250 cc
Toni Mang had weliswaar de snelste trainingstijd op de Nordschleife gezet (1,5 seconde sneller dan Kork Ballington), maar had geen enkele behoefte om zich overmatig in te spannen in de 250cc-race. Die titel had hij immers al op zak en de belangrijke 350cc-race moest nog gereden worden. Het werd even spannend toen de machines van Egid Schwemmer en Tony Rogers elkaar bij de start raakten. Schwemmer's Yamaha kwam tegen de vangrail tot stistand en vloog in brand. De vlammen en de rook trokken naar de hoofdtribune, waardoor er enige paniek ontstond. Ballington vertrok als snelste, maar werd halverwege de eerste ronde toch gepasseerd door Mang. Op dat moment was een zestal rijders al gestopt omdat ze de baan te glad vonden. Mang liet zich echter gemakkelijk weer inhalen, ook door Jean-François Baldé. Hij reed op volle regenbanden en daar was de baan niet nat genoeg voor, maar hij was ook erg voorzichtig met het oog op de komende 350cc-race. Baldé werd tweede, maar wist Ballington tot op 0,3 seconde te naderen.

### Uitslag van 250 cc
| Pos | Coureur             | Merk             | Tijd     | Grid | Punten |
| --- | ------------------- | ---------------- | -------- | ---- | ------ |
| 1   | Kork Ballington     | Kawasaki         | 47'59"63 | 2    | 15     |
| 2   | Jean-François Baldé | Kawasaki         | 47'59"95 | 3    | 12     |
| 3   | Toni Mang           | Krauser-Kawasaki | 48'52"96 | 1    | 10     |
| 4   | Graeme McGregor     | Yamaha           | 49'04"22 | 25   | 8      |
| 5   | Jacques Cornu       | Yamaha           | 49'05"00 | 9    | 6      |
| 6   | Didier de Radiguès  | Yamaha           | 49'05"49 | 16   | 5      |
| 7   | Herbert Hauf        | Yamaha           | 49'13"48 | 14   | 4      |
| 8   | Roland Freymond     | Ad Maiora        | 49'13"85 | 28   | 3      |
| 9   | Martin Wimmer       | Yamaha           | 49'28"62 | 24   | 2      |
| 10  | Mladen Tomic        | Yamaha           | 49'28"92 | 21   | 1      |
| 11  | Loris Reggiani      | Yamaha           | 50'20"84 | 22   |        |
| 12  | Hans Müller         | Yamaha           | 50'25"73 | 11   |        |
| 13  | Chas Mortimer       | Yamaha           | 50'40"04 | 46   |        |
| 14  | Peter Looijesteijn  | Yamaha           | 50'42"96 | 13   |        |
| 15  | Karl-Thomas Grässel | Yamaha           | 50'43"56 | 23   |        |
| 16  | Klaas Hernamdt      | Yamaha           | 50'44"21 | 33   |        |
| 17  | Stefan Janssen      | Yamaha           | 50'58"38 | 47   |        |
| 18  | Olivier Liegeois    | Yamaha           | 51'03"16 | 6    |        |
| 19  | Jean-Jacques Peyre  | Yamaha           | 52'13"02 | 36   |        |
| 20  | René Delaby         | Yamaha           | 52'13"29 | 27   |        |
| 21  | Hans Naef           | Yamaha           | +1 ronde | 32   |        |
| DNF | Jean-Marc Toffolo   | Armstrong        |          | 4    |        |
| DNF | Guy Bertin          | MBA              |          | 5    |        |
| DNF | Reinhold Roth       | Yamaha           | Val      | 8    |        |
| DNF | Roland Kopf         | Yamaha           |          | 12   |        |
| DNF | Jacques Bolle       | Cotton-Rotax     |          | 15   |        |
| DNF | Pekka Nurmi         | Yamaha           |          | 17   |        |
| DNF | Alan North          | Yamaha           |          | 18   |        |
| DNF | Siegfried Minich    | Yamaha           |          | 20   |        |
| DNF | Manfred Herweh      | Yamaha           |          | 26   |        |
| DNF | Eric Saul           | Yamaha           |          | 29   |        |
| DNF | Bruno Lüscher       | Yamaha           |          | 30   |        |
| DNF | Murray Sayle        | Yamaha           |          | 34   |        |
| DNF | Frank Steinhausen   | Yamaha           |          | 35   |        |
| DNF | Siegfried Zacharias | Yamaha           |          | 39   |        |
| DNF | Clive Horton        | Cotton-Rotax     |          | 40   |        |
| DNF | Egid Schwemmer      | Yamaha           | Val      | 41   |        |
| DNF | Edwin Weibel        | Yamaha           |          | 42   |        |
| DNF | Massimo Matteoni    | Yamaha           |          | 43   |        |
| DNF | Carlos Lavado       | Yamaha           |          | 44   |        |
| DNF | Tony Rogers         | Yamaha           | Val      | 45   |        |

### Top 10 WK-eindstand na deze race
| Pos | Coureur                    | Motorfiets       | Ptn |
| --- | -------------------------- | ---------------- | --- |
| 1   | Toni Mang (wereldkampioen) | Krauser-Kawasaki | 128 |
| 2   | Kork Ballington            | Kawasaki         | 87  |
| 3   | Jean-François Baldé        | Kawasaki         | 59  |
| 4   | Thierry Espié              | Bimota-Yamaha    | 53  |
| 5   | Roland Freymond            | Ad Maiora        | 46  |
| 6   | Carlos Lavado              | Yamaha           | 29  |
| 7   | Giampaolo Marchetti        | Yamaha           | 28  |
| 9   | Jacques Cornu              | Yamaha           | 26  |
| 8   | Eric Saul                  | Yamaha           | 24  |
| 10  | Graeme McGregor            | Yamaha           | 18  |

## 125 cc
De wereldtitel in de 125cc-klasse was al in het bezit van Pier Paolo Bianchi (MBA), maar Minarelli kon de constructeurstitel nog winnen als er een Minarelli vóór een MBA over de finish kwam. Daarom kreeg Maurizio Massimiani opnieuw een 125cc-Minarelli ter beschikking. Trainingssnelste Guy Bertin nam meteen de leiding. Ángel Nieto probeerde hem te volgen, maar moest al snel terrein prijsgeven. Zo resulteerde het laatste optreden van Bertin met zijn Motobécane in een overwinning. Hans Müller werd derde. Door de tweede plaats van Nieto ging de constructeurstitel naar Minarelli.

### Uitslag van 125 cc
| Pos | Coureur             | Merk       | Tijd     | Grid | Punten |
| --- | ------------------- | ---------- | -------- | ---- | ------ |
| 1   | Guy Bertin          | Motobécane | 37'41"94 | 1    | 15     |
| 2   | Ángel Nieto         | Minarelli  | 37'55"08 | 18   | 12     |
| 3   | Hans Müller         | MBA        | 38'01"77 | 15   | 10     |
| 4   | Maurizio Massimiani | Minarelli  | 38'14"85 | ?    | 8      |
| 5   | Gert Bender         | Bender     | 38'26"85 | 2    | 6      |
| 6   | Bruno Kneubühler    | MBA        | 38'32"18 | 14   | 5      |
| 7   | Pier Paolo Bianchi  | MBA        | 38'34"67 | 4    | 4      |
| 8   | Henk van Kessel     | Condor     | 38'46"88 | 5    | 3      |
| 9   | Stefan Janssen      | Morbidelli | 38'47"18 | 9    | 2      |
| 10  | Peter Looijesteijn  | MBA        | 39'02"32 | 7    | 1      |
| 11  | Iván Palazzese      | MBA        | 39'03"10 | 17   |        |
| 12  | Walter Koschine     | MBA        | 39'07"99 | 23   |        |
| 13  | Rolf Blatter        | MBA        | 39'08"30 | 13   |        |
| 14  | Gerhard Waibel      | MBA        | 39'08"70 | 3    |        |
| 15  | August Auinger      | MBA        | 39'08"98 | 12   |        |
| 16  | Jean-Claude Selini  | MBA        | 39'09"47 | 10   |        |
| 17  | Michel Galbit       | MBA        | 39'14"30 | 20   |        |
| 18  | Stefan Dörflinger   | Morbidelli | 39'32"26 | 25   |        |
| 19  | Johnny Wickström    | Morbidelli | 39'55"68 | 21   |        |
| 20  | Anton Straver       | MBA        | 40'01"53 | 27   |        |
| 21  | Werner Steege       | MBA        | 40'49"45 | 43   |        |
| 22  | Harald Wiedemann    | Morbidelli | 40'51"52 | 28   |        |
| 23  | Christoph Strehle   | Bender     |          | 31   |        |
| 24  | Bennie Wilbers      | MBA        |          | 36   |        |
| 25  | Patrick Hérouard    | MBA        |          | 16   |        |
| 26  | Norbert Peschke     | MBA        |          | 34   |        |
| 27  | Martin van Soest    | MBA        |          | 35   |        |
| 28  | Harald Bartol       | MBA        |          | 19   |        |
| 29  | Rolf Brändle        | MBA        |          | 42   |        |
| 30  | Chris Baert         | MBA        |          | 37   |        |
| 31  | Walter Kaletsch     | MBA        |          | 40   |        |
| DNF | Loris Reggiani      | Minarelli  |          | 6    |        |
| DNF | Eugenio Lazzarini   | Iprem      |          | 8    |        |
| DNF | Yves Dupont         | MBA        |          | 11   |        |
| DNF | Ricardo Tormo       | MBA        |          | 22   |        |
| DNF | Hagen Klein         | Hess       |          | 24   |        |
| DNF | Willy Pérez         | MBA        |          | 26   |        |
| DNF | Hugo Vignetti       | MBA        |          | 29   |        |
| DNF | Robert Bauer        | MBA        |          | 30   |        |
| DNF | Per-Edvard Carlsson | MBA        |          | 32   |        |
| DNF | Hans-Peter Herr     | Morbidelli |          | 38   |        |
| DNF | Ernst Fagerer       | MBA        |          | 39   |        |
| DNF | Alfred Waibel       | MBA        |          | 44   |        |

### Top 10 WK-eindstand na deze race
| Pos | Coureur                             | Motorfiets | Ptn |
| --- | ----------------------------------- | ---------- | --- |
| 1   | Pier Paolo Bianchi (wereldkampioen) | MBA        | 90  |
| 2   | Guy Bertin                          | Motobécane | 81  |
| 3   | Ángel Nieto                         | Minarelli  | 78  |
| 4   | Bruno Kneubühler                    | MBA        | 68  |
| 5   | Loris Reggiani                      | Minarelli  | 65  |
| 6   | Hans Müller                         | MBA        | 64  |
| 7   | Iván Palazzese                      | MBA        | 28  |
| 8   | Maurizio Massimiani                 | Minarelli  | 20  |
| 9   | Peter Looijesteijn                  | MBA        | 18  |
| 10  | Barry Smith                         | MBA        | 17  |

## 50 cc
Als privérijder had Eugenio Lazzarini niet veel kans om de Van Veen-Kreidlers van Ricardo Tormo en Stefan Dörflinger te verslaan, maar hij had in het wereldkampioenschap 5 punten voorsprong op Dörflinger. Bij een overwinning van Dörflinger moest hij tweede worden. Andersom was het ook voor Tormo zaak tweede te worden achter Dörflinger, maar Tormo had veruit de snelste trainingstijd gereden en startte ook als snelste. In de eerste ronde viel hij echter al. Hij verklaarde na de race dat hij zich te veel had geconcentreerd op de achter hem rijdende Dörflinger, die hij voorbij moest laten. Na de eerste ronde lag Hans-Jürgen Hummel aan de leiding, met Lazzarini op de tweede plaats, terwijl Dörflinger vlak voor Hans Spaan en Ingo Emmerich lag. Van Spaan had hij niets te vrezen, want ook hij reed voor het team van Van Veen. In de laatste ronde reed Hummel nog steeds voorop, maar hij zat te rekenen op zijn motor. Als hij alleen zou blijven zouden zowel Dörflinger als Lazzarini hem inhalen. Daarom probeerde hij Dörflinger voorbij te wenken, met het idee gebruik te maken van diens slipstream. Daardoor zou hij in elk geval tweede kunnen worden. Dörflinger begreep de hint niet en bleef Hummel volgen. Hummel keek nog een keer om en kwam daardoor ten val. Hij kon meteen weer op zijn machine klimmen, maar werd derde. Lazzarini werd tweede en daardoor wereldkampioen.

### Uitslag van 50 cc
| Pos | Coureur            | Merk              | Tijd     | Grid | Punten |
| --- | ------------------ | ----------------- | -------- | ---- | ------ |
| 1   | Stefan Dörflinger  | Van Veen-Kreidler | 35'19"05 | 2    | 15     |
| 2   | Eugenio Lazzarini  | Iprem-Kreidler    | 35'33"28 | 4    | 12     |
| 3   | Hans-Jürgen Hummel | Kreidler          | 35'52"70 | 5    | 10     |
| 4   | Hans Spaan         | Van Veen-Kreidler | 35'55"09 | 10   | 8      |
| 5   | Ingo Emmerich      | Kreidler          | 35'58"36 | 11   | 6      |
| 6   | Wolfgang Müller    | Kreidler          | 37'27"67 | 36   | 5      |
| 7   | Günter Schirnhofer | Kreidler          | 37'37"05 | 12   | 4      |
| 8   | Henk van Kessel    | Pentax-X-16       | 37'50"24 | 6    | 3      |
| 9   | Theo Timmer        | Bultaco           | 38'55"70 | 18   | 2      |
| 10  | Gerhard Böhl       | Kreidler          | 39'09"68 | 35   | 1      |
| 11  | Gerhard Waibel     | Kreidler          | 39'12"61 | 30   |        |
| 12  | Reiner Scheidhauer | Kreidler          | 39'33"12 | 16   |        |
| 13  | Manfred Kelter     | Kreidler          | 39'46"89 | 21   |        |
| 14  | Bruno di Carlo     | Kreidler          | 39'52"09 | 25   |        |
| 15  | Henrique Sande     | Kreidler          | 40'12"88 | 26   |        |
| 16  | Klaus Kull         | Kreidler          | 40'32"06 | 34   |        |
| 17  | Ove Skifjeld       | Kreidler          | 40'38"28 | 32   |        |
| 18  | Otto Machinek      | Kreidler          | 41'07"04 | 28   |        |
| 19  | Chris Baert        | Kreidler          | 44'32"92 | 24   |        |
| DNF | Ricardo Tormo      | Van Veen-Kreidler | Val      | 1    |        |
| DNF | Yves Dupont        | ABF               |          | 3    |        |
| DNF | Hagen Klein        | Horex             |          | 7    |        |
| DNF | Thomas Engl        | PCR               |          | 8    |        |
| DNF | Uli Merz           | Schuster          |          | 9    |        |
| DNF | Bruno Kneubühler   | Kreidler          |          | 14   |        |
| DNF | Enrico Cereda      | DRS               |          | 15   |        |
| DNF | Gerhard Bauer      | Heuser            |          | 17   |        |
| DNF | Rudolf Kunz        | Kreidler          |          | 19   |        |
| DNF | Reiner Koster      | Malanca           |          | 20   |        |
| DNF | Joaquin Gali       | Bultaco           |          | 22   |        |
| DNF | Zbynek Havdra      | Kreidler          |          | 27   |        |
| DNF | Aldo Pero          | Kreidler          |          | 29   |        |
| DNF | Gerhard Singer     | Kreidler          |          | 31   |        |
| DNF | Wolfgang Golembeck | Kreidler          |          | 33   |        |
| DNF | Rolf Blatter       | Kreidler          | Val      | 37   |        |
| DNF | Jacky Hutteau      | ABF               |          | 38   |        |
| DNF | Lothar Vogel       | Kreidler          |          | 39   |        |
| DNF | Ramon Gali         | Bultaco           |          | 40   |        |

### Top 10 WK-eindstand na deze race
| Pos | Coureur                            | Motorfiets        | Ptn. |
| --- | ---------------------------------- | ----------------- | ---- |
| 1   | Eugenio Lazzarini (wereldkampioen) | Iprem-Kreidler    | 74   |
| 2   | Stefan Dörflinger                  | Van Veen-Kreidler | 72   |
| 3   | Hans-Jürgen Hummel                 | Kreidler          | 37   |
| 4   | Ricardo Tormo                      | Van Veen-Kreidler | 36   |
| 5   | Henk van Kessel                    | Pentax-X-16       | 31   |
| 6   | Hans Spaan                         | Van Veen-Kreidler | 24   |
| 7   | Theo Timmer                        | Bultaco           | 19   |
| 8   | Yves Dupont                        | ABF               | 18   |
| 9   | Jacky Hutteau                      | ABF               | 18   |
| 10  | Wolfgang Müller                    | Kreidler          | 15   |

## Zijspannen
Na een meningsverschil met een keuringsofficial kwam Derek "Crazy Horse" Jones niet aan de start, en zijn bakkenist Brian Ayres nam plaats in het zijspan van Trevor Ireson. Ook de zijspanrijders hadden moeite met de gladheid van de baan, zeker omdat het op een deel van het circuit motregende. Jock Taylor/Benga Johansson reden van start tot finish aan de leiding, Rolf Biland ging de pit in om zijn slicks te vervangen, maar ontdekte daar dat er geen regenbanden beschikbaar waren. Hij probeerde het op intermediates, maar gaf al snel op. Alain Michel werd tweede en Egbert Streuer haalde met de derde plaats zijn eerste podium.

### Uitslag van zijspannen
| Pos | Coureur          | Bakkenist         | Merk               | Tijd     | Punten |
| --- | ---------------- | ----------------- | ------------------ | -------- | ------ |
| 1   | Jock Taylor      | Benga Johansson   | Windle-Yamaha      | 45'45"14 | 15     |
| 2   | Alain Michel     | Michael Burkhardt | Seymaz-Yamaha      |          | 12     |
| 3   | Egbert Streuer   | Boy Brouwer       | LCR-Yamaha         |          | 10     |
| 4   | Trevor Ireson    | Brian Ayres       | Ireson-Yamaha      |          | 8      |
| 5   | Bruno Holzer     | Karl Meierhans    | LCR-Yamaha         |          | 6      |
| 6   | George O'Dell    | Kenneth Williams  | Yamaha             |          | 5      |
| 7   | Peter Campbell   | Richard Goodwin   | Yamaha             |          | 4      |
| 8   | Jesco Höckert    | Thomas Riedel     | Busch-Yamaha       |          | 3      |
| 9   | Werner Schwärzel | Andreas Huber     | Krauser-LCR-Yamaha |          | 2      |
| 10  | Walter Ohrmann   | Erich Schmitz     | Yamaha             |          | 1      |
| DNF | Rolf Biland      | Kurt Waltisperg   | Krauser-LCR-Yamaha | Banden   |        |

### Top 10 WK-eindstand na deze race
| Pos | Coureur          | Bakkenist                         | Motorfiets                  | Ptn. |
| --- | ---------------- | --------------------------------- | --------------------------- | ---- |
| 1   | Jock Taylor      | Benga Johansson                   | Windle-Yamaha               | 94   |
| 2   | Rolf Biland      | Kurt Waltisperg                   | Krauser-LCR-Yamaha          | 63   |
| 3   | Alain Michel     | Paul Gérard en Michael Burkhardt  | Seymaz-Fath / Seymaz-Yamaha | 63   |
| 4   | Egbert Streuer   | Johan van der Kaap en Boy Brouwer | LCR-Yamaha                  | 52   |
| 5   | Werner Schwärzel | Andreas Huber                     | Krauser-Yamaha              | 48   |
| 6   | Bruno Holzer     | Karl Meierhans                    | LCR-Yamaha                  | 37   |
| 7   | Derek Jones      | Brian Ayres                       | Ireson-Yamaha               | 35   |
| 8   | George O'Dell    | Kenneth Williams                  | Yamaha                      | 21   |
| 9   | Michel Vanneste  | Serge Vanneste                    | Busch-Suzuki                | 16   |
| 10  | Trevor Ireson    | Clive Pollington en Brian Ayres   | Ireson-Yamaha               | 15   |

## Trivia

### Honda NR 500
Honda bleef maar experimenteren met de Honda NR 500 viertakt. Op de Nürburgring trainde Takazumi Katayama met een cassetterecorder op de tank. Daarmee werden de toerentallen en de stand van het gashendel geregistreerd, zodat men in de fabriek een "rondje Nürburgring" kon nabootsen. Daarmee hoopte men te ontdekken waarom de motor steeds stukging. Het blok van Katayama was echter het enige (van de drie) dat heel bleef. 

### Keuring
Derek Jones kreeg bij de technische keuring te horen dat zijn zijspanrem (waar hij al het hele seizoen mee reed) niet reglementair was aangesloten. Jones en bakkenist Brian Ayres werkten de hele nacht om het in orde te maken. Zaterdagmorgen vroegen ze de keuringsofficial, die veertig meter verderop zat, om even te kijken voordat de stroomlijnkuip gemonteerd was. De man zat echter met zijn hond te spelen en weigerde te komen. Daarop monteerde Jones zijn stroomlijn en bood de combinatie opnieuw ter keuring aan. Nu moest hij zijn stroomlijn weer verwijderen omdat de remleiding anders niet te zien was. Dat ging Jones te ver en in een heftige discussie bracht hij de Hitlergroet. Uiteindelijk mocht Jones wel starten, als hij eerst zijn excuses aan de official aanbood. Dat weigerde hij. Bakkenist Ayres reed de race wel, als passagier van Trevor Ireson. Zijn vaste bijrijder Clive Pollington had een aanval van nierstenen gehad.
1925 · 1926 · 1927 · 1928 · 1929 · 1930 · 1931 · 1933 · 1934 · 1935 · 1936 · 1937 · 1938 · 1939 · 1949 · 1950 · 1951 · 1952 · 1953 · 1954 · 1955 · 1956 · 1957 · 1958 · 1959 · 1960 · 1961 · 1962 · 1963 · 1964 · 1965 · 1966 · 1967 · 1968 · 1969 · 1970 · 1971 · 1972 · 1973 · 1974 · 1975 · 1976 · 1977 · 1978 · 1979 · 1980 · 1981 · 1982 · 1983 · 1984 · 1985 · 1986 · 1987 · 1988 · 1989 · 1990 · 1991 · 1992 · 1993 · 1994 · 1995 · 1996 · 1997 · 1998 · 1999 · 2000 · 2001 · 2002 · 2003 · 2004 · 2005 · 2006 · 2007 · 2008 · 2009 · 2010 · 2011 · 2012 · 2013 · 2014 · 2015 · 2016 · 2017 · 2018 · 2019 · 2021 · 2022 · 2023 · 2024 · 2025